# Gustave Heiss
Gustave Marinius Heiss (Meridian, 4 de noviembre de 1904-Arlington, 7 de junio de 1982) fue un deportista estadounidense que compitió en esgrima, especialista en la modalidad de espada. Participó en dos Juegos Olímpicos de Verano en los años 1932 y 1936, obteniendo una medalla de bronce en Los Ángeles 1932 en la prueba por equipos.

## Palmarés internacional
| Juegos Olímpicos | Juegos Olímpicos             | Juegos Olímpicos  | Juegos Olímpicos   |
| Año              | Lugar                        | Medalla           | Prueba             |
| ---------------- | ---------------------------- | ----------------- | ------------------ |
| 1932             | Los Ángeles (Estados Unidos) | Medalla de bronce | Espada por equipos |